# Drosophila pictifrons
Drosophila pictifrons är en tvåvingeart som beskrevs av Oswald Duda 1927. Drosophila pictifrons ingår i släktet Drosophila och familjen daggflugor.
Artens utbredningsområde är Bolivia.